# Autotélisme
 (septembre 2019).
- Si vous ne connaissez pas le sujet, laissez ce bandeau (vous pouvez alors contacter les auteurs).
- Si vous supprimez le contenu mis en cause (vous pouvez préalablement contacter les auteurs),

argumentez précisément cette suppression dans la page de discussion
(un manque de référence n'est pas un argument ; une recherche réelle de référence doit avoir été effectuée, être formellement documentée).
 (septembre 2019).
Si vous disposez d'ouvrages ou d'articles de référence ou si vous connaissez des sites web de qualité traitant du thème abordé ici, merci de compléter l'article en donnant les références utiles à sa vérifiabilité et en les liant à la section « Notes et références ».
L'autotélisme, mot composé des racines grecques αὐτός / autós (« soi-même ») et τέλος / télos (« but ») et signifiant « qui est sa propre finalité », est une activité entreprise sans autre but qu’elle-même.
Le terme s'applique aussi bien à des personnes qu'à des activités et il s'oppose à l'hétérotélisme.

## En psychologie
Le psychologue Mihály Csíkszentmihályi emploie la notion d'autotélisme pour qualifier sa notion de flow. Dans son approche, l'expérience autotélique est à considérer comme l'aboutissement d'un état de concentration total, d'absorption mentale, en direction d'une activité ou d'une action précise.

## En littérature
L'autotélisme est en arts le fait d'avoir soi-même pour but, en parlant d'un objet artistique. Il s'applique en général à certains textes littéraires : on parle de l'autotélisme d'un poème, on dit qu'un texte est autotélique, pour dire qu'il renvoie plus ou moins implicitement à sa propre création voire à la création littéraire en général (et non qu'il renvoie à lui-même, ce qui n'est qu'une mise en abyme[réf. nécessaire]). L'autotélisme est un phénomène important en littérature, notamment en littérature française, et surtout en poésie[Interprétation personnelle ?].
Jusqu'au milieu du XIXe siècle, un poème a un objectif de description extérieur à lui-même. Le poème devient peu à peu un texte qui désigne implicitement le fait même de créer et la création poétique (sens qui rejoint par là ce que désignait premièrement le mot poésie, du latin emprunté au grec poiêsis, « création, fabrication »).
Baudelaire, mais surtout Rimbaud et Mallarmé, emploient les procédés poétiques traditionnels (jeux phonétiques, formes fixes, suggestion) pour montrer que le poème est un objet possédant un intérêt en soi hors de toute nécessité de référentialité extérieure. À l'époque contemporaine, un exemple de total autotélisme poétique est donné par le livre "Circonvolutions" de Stéphane Sangral.
Ainsi, les sonnets de Mallarmé comme quête d'un absolu sont une forme d'autotélisme en ce que cette quête d'absolu ne peut avoir de satisfaction que dans le poème lui-même — dans le poème parfait. Paul Valéry parle d'« intransitivité » du poème, par opposition à la « transitivité » des poèmes antérieurs à Baudelaire qui ont un objectif extérieur à eux-mêmes (ainsi des poèmes narratifs de Victor Hugo). C'est dans cette idée d'intransitivité que Rimbaud définit sa manière d'envisager la poésie : « J'ai voulu dire ce que ça dit, littéralement et dans tous les sens. »
En réalité, c'est toute la poésie française à partir de Baudelaire et surtout de Rimbaud qui revêt diverses formes d'autotélisme[Interprétation personnelle ?].
Tout poème est à ce moment une création qui n'a d'autre but que lui-même, il est implicitement autotélique, d'où une impuissance herméneutique face au texte (cf. l'indécidabilité de nombreux poèmes de Rimbaud) : l'interprétation, si profonde soit-elle, ne peut en révéler toute la richesse. C'est ce qu'explique René Char d'une manière précise :

« L'observation et les commentaires d'un poème peuvent être profonds, singuliers, brillants ou vraisemblables, ils ne peuvent éviter de réduire à une signification et à un projet un phénomène qui n'a d'autre raison que d'être. »

Ce qui explique le caractère d'expérience existentielle que revêtira désormais la poésie selon Blanchot :

« Comprendre un poème n'est pas accéder à une pseudo-signification, mais coïncider avec son mode d'existence. »

Par extension, l'autotélisme a pu définir la littérature : par exemple, les Mémoires du Cardinal de Retz ne sont pas écrits dans la même intention qu'une œuvre littéraire. Dans un premier temps, ces mémoires ont été jugés dignes d'être lus du fait du caractère extraordinaire de la vie de son auteur ; dans un deuxième temps, la langue classique utilisée dans ces mémoires leur ont permis d'avoir a posteriori le statut d'œuvre étudiée à l'aide d'outils d'analyse littéraire. On voit alors que ces mémoires n'ont pas la même origine concrètement littéraire des romans ou poèmes du XIXe siècle. De même, si les poésies de Properce ont été élaborées dans une préoccupation esthétique, elles relèvent en réalité d'une praxis (les recitationes) plus vénale que purement littéraire.
Au vu de ces éléments et, de surcroît, de la jeunesse du terme littérature dans le sens qui est le plus couramment employé aujourd'hui (« écriture fondée sur une préoccupation esthétique », 1764), on a pu considérer, notamment chez les structuralistes (Roland Barthes), que l'autotélisme définissait à lui seul la littérature.
Les conséquences sont importantes : la littérature serait un phénomène culturel né en Europe à l'aube du XIXe siècle lorsque la langue classique a commencé à s'esthétiser et qui aurait disparu à la fin du XXe siècle. Tout texte écrit à une autre époque ne ferait pas partie de la littérature, n'ayant pas sa propre création comme objet propre à son origine.
Bien sûr, parallèlement à cette acception récente dans l'histoire de l'écriture, radicale et qui restreint le nombre de textes dits littéraires, le terme littérature conserve d'autres acceptions.